# Mezőörs

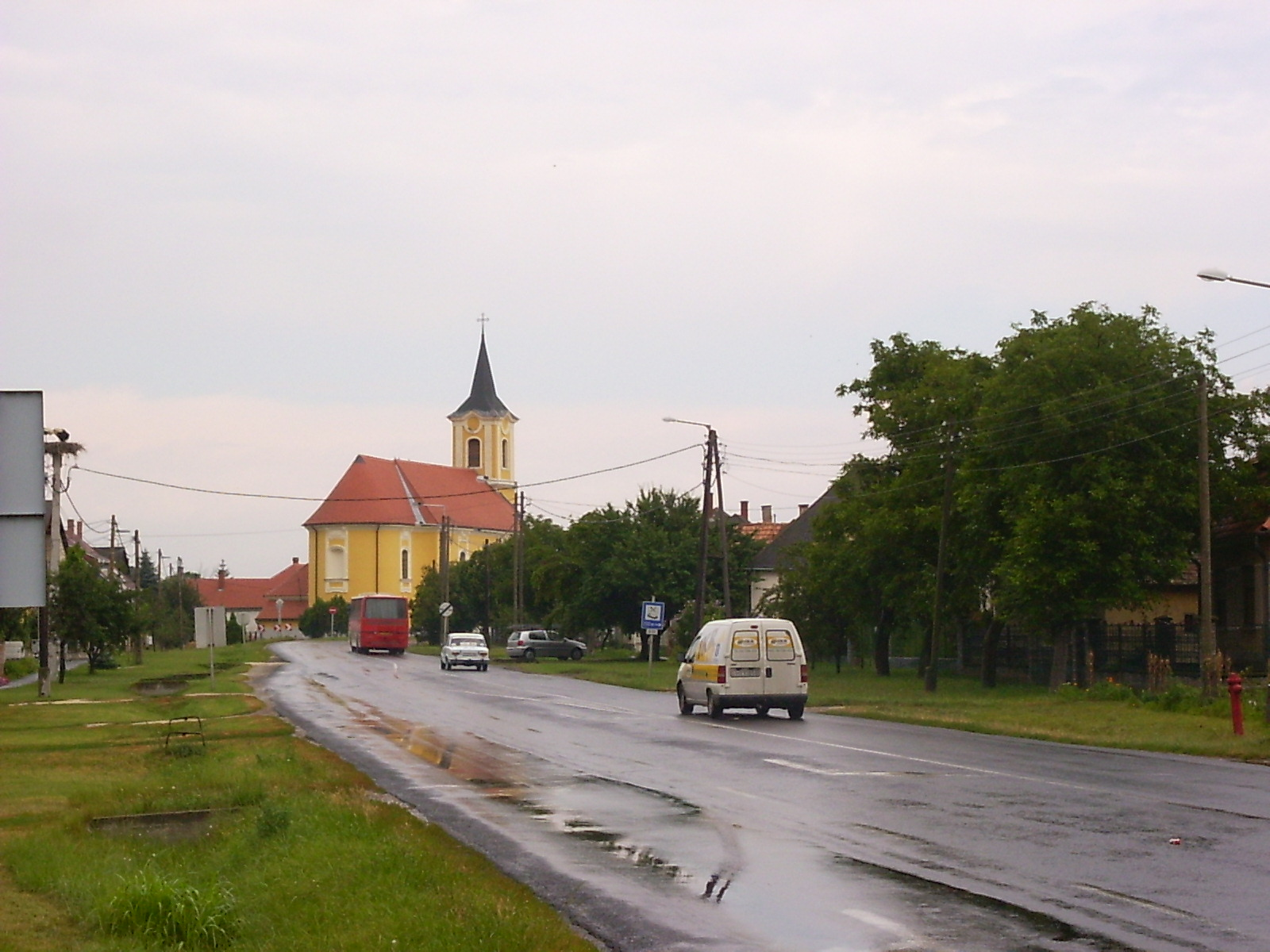
A falu képe a 81-es főútról

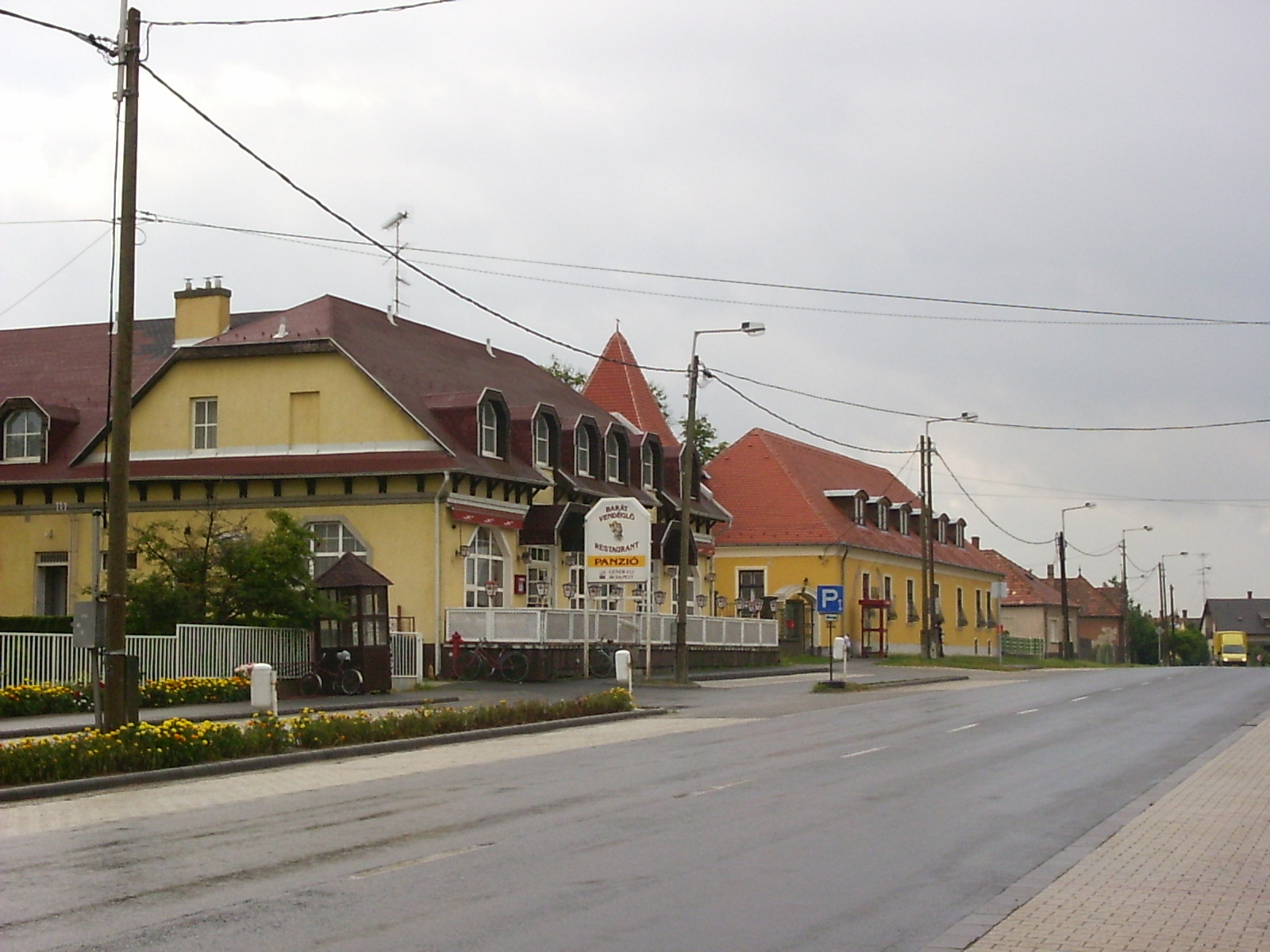
A szeretetotthon és a katolikus iskola

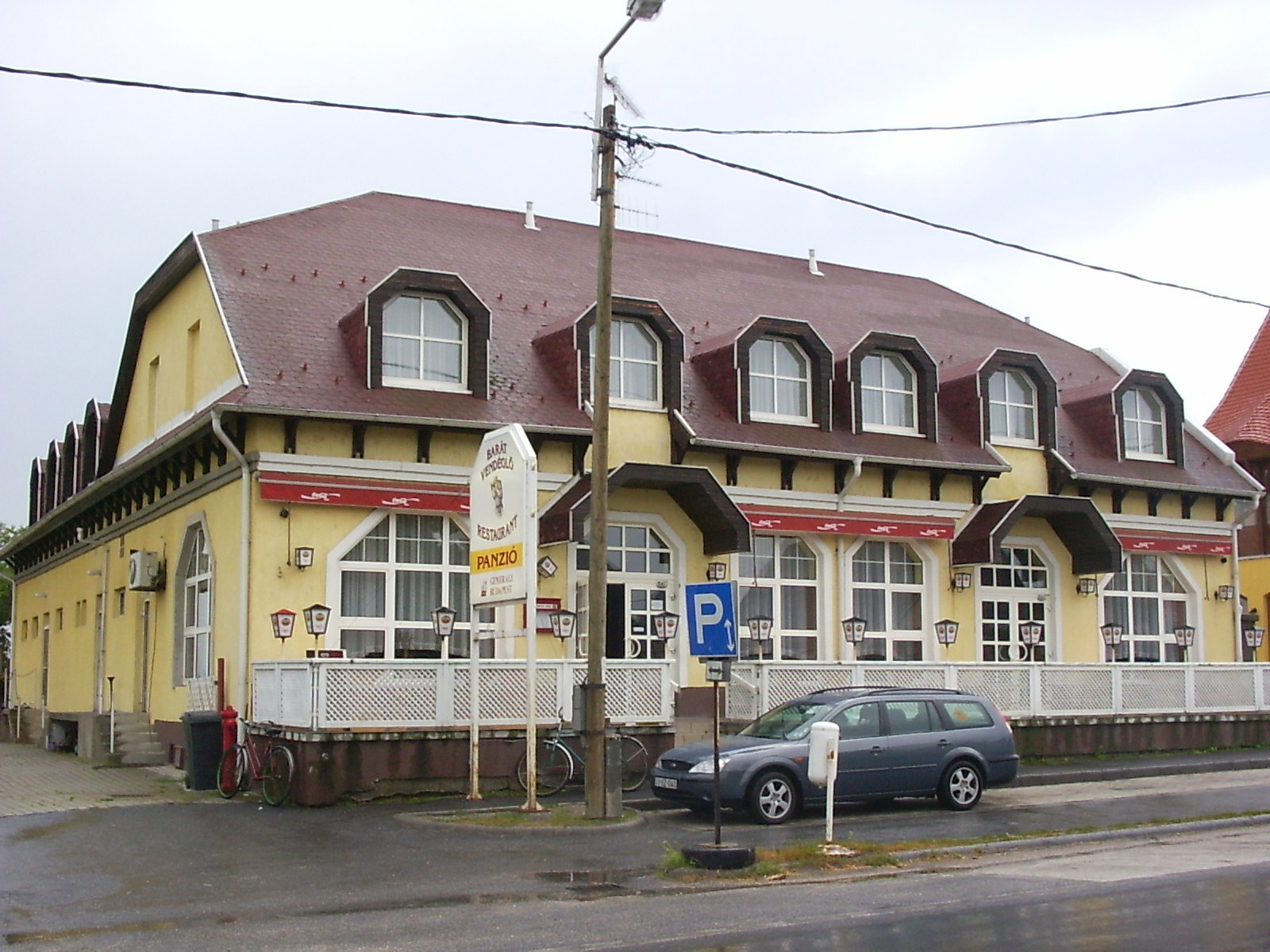
Ujvári János Református Szeretetotthon

Mezőörs község Győr-Moson-Sopron vármegyében, a Győri járásban.

## Fekvése
A község a megye délkeleti részén, Győrtől 20 kilométerre helyezkedik el. Pannonhalmától keleti irányban, 12 kilométerre. Legfontosabb közlekedési útvonala a központján is végighúzódó 81-es főút; a község területének déli szélén ér véget, a főútba torkollva a Bakonycsernyétől induló és Komárom-Esztergom vármegye legdélebbi településeit összekapcsoló 8208-as út.
A települést északról a Hideg-ér, Kisbér felől a Bakony-ér határolja. A Bakony-ér még a 18. század közepén is járhatatlan mocsárrá változtatta a község déli részeit, így az alapjaiban a rómaiak által épített kőúton csak a mezőörsi hídon lehetett továbbjutni.

## Mindszentpuszta
Az addig Mezőörshöz tartozó Mindszentpusztát 1989-ben egy helyi népszavazás után az akkor ilyen hatáskörrel rendelkező Győr-Sopron Megyei Tanács egy határozattal átcsatolta Pérhez, de az ingatlannyilvántartásban a változás átvezetésére anyagi okokból akkor nem került sor, és azóta sem történt meg. Mindenki úgy tudta, hogy a falu ettől kezdve Pérhez tartozik, pl. a KSH hivatalos helységnévtárai és egyéb kiadványai ennek megfelelően közölték a két település adatait, a településrész lakói pedig a rendszerváltást követően valamennyi önkormányzati választáson Pér polgármesterének és képviselő-testületének megválasztásában vettek részt. Egy ipari terület kialakítása kapcsán a területrendezési terv során derült ki, hogy a nyilvántartásban más szerepel. Több hónap vizsgálódás után, 2022 őszén a megyei főépítész, a kormányhivatal és a kormánymegbízott arra az álláspontra helyezkedtek, hogy a területátcsatolás 1989-ben nem történt meg, ezért a 33 éve fennálló állapotot szabálytalannak tekintik, és a településrészt továbbra is Mezőörs részének tekintik, felszólították az önkormányzatokat, hogy rendezzék a helyzetet. A kormányhivatal szerint a népszavazás nem is Mindszentpuszta hovatartozásáról szólt (hanem Pér és Mezőörs közös tanácsának szétválásáról), másrészt a vélt döntés sem lett átvezetve a nyilvántartásban, ezért új szavazást kellene kiírni, de lehet, hogy a mindszentpusztaiak most már az önállósodást választanák.
A falurészt a 8224-es útból kiágazó, és 4,7 kilométer után a 81-es főútba torkollva véget érő 82 118-as út szolgálja ki.

## A név eredete
Mezőörs község neve a mező és az őrs szavakból tevődik össze. A mező jelentése szabad tér, sík terület. Az őrs jelentése katonai őrhely, vagy másképpen a határőrség legkisebb alegysége. Nyelvújítási alkotás. Örs vezér nevének, illetőleg az ezt több helyen tovább örökítő Örs helynévnek önkényes közszói alkalmazásával keletkezett. A történetírók szerint onnan nyerte nevét, hogy az avarok által Győr körül épített védelmi gyűrű egyik külső őrállomása volt. Ezt valószínűsíti az a tény is, hogy a Győrt Székesfehérvárral összekötő út mentén fekszik.

## Története
A település nevét valószínűleg az Örsúr nemzetség itt letelepedett egyik tagjáról kaphatta. Az Örs nevet (Vrs írásmóddal) 1254-ben említették először írásban, Kézai Simon krónikájában. Határai már a római időkben is lakottak voltak, ezt bizonyították a Börcze-dombon talált római emlékek is. 1403-ban ismét lakott hely, s ekkor Zsigmond király Eörsi István birtokát és Őrs némely részét Héderváry Miklósnak adományozta. Nagy Lajos idejében az őrsi barátok és Jenslin pozsonyi bíró szerepelnek uraiként. A helyi hagyomány azt tartja, hogy a Börcze-dombon volt a „vörös barátoknak” (templomos lovagoknak) temploma és kolostora. I. Szent István király egyházszervező munkája eredményeként.
A község 1605-ben már a tatai vár tartozéka volt. A törökök 1609-ben elpusztítják, de tíz év múlva lakosai ismét benépesítik, akik két török földesúrnak: Kar Alinak és Betszer Zainnak adóztak. A középkorban és a 16–17. században is középnemesi családok birtokrészei. Az enyingi Török és Nyáry családok birtok részei a 17. század végén az Esterházyak tata-gesztes uradalmának részei lettek. A 17. század végén az ország lakosságának többsége protestáns volt. Az első református templomot a régi, lerombolt katolikus templom alapjain 1648-ban építették fel. A török hatalom gyengülésével párhuzamosan erősödött az ellenreformációt támogató Habsburgok protestáns egyházakat sújtó elnyomása. Ennek a megtorlásnak esett áldozatul számos protestáns lelkész, akiket gályarabságra ítéltek. Közöttük volt a pázmándi születésű Ujvári János mezőörsi református lelkész és Kocsi Csergő Bálint pápai iskolamester, aki lelkészként Mezőörsön is működött.
Az 1785. évi népszámlálás szerint lakossága 887 fő volt. A századfordulón házainak száma 213 db, és a jobbára katolikus vallású lakosság 1618 főre duzzadt. A község lakosai ipartársulatot tartottak fenn. Az 1900-as években megcsappant a takácsmesterek száma, közülük sokan visszatértek a földműveléshez. A község állattartásáról volt híres. A második világháború 1945. március 28-án ért véget Mezőörsön és környékén. Röviddel később megkezdődtek a földosztások, amikor is 768 földigénylő kapott földet. Hamarosan megkezdődött a termelőszövetkezetesítés, majd a péri és mezőörsi mezőgazdasági termelőszövetkezetek 1975. évi egyesítését a közigazgatási is követte. Közös tanács működött az 1989. év végéig, péri székhellyel. A közös tanács 1989-ben megszűnt, 1990 óta önálló önkormányzata van. A falu népességszáma folyamatosan csökken. A fogyás azóta is folytatódik. Fő oka a természetes fogyáson kívül Győr vonzereje, mert a munkalehetőségek zöme ott található meg. A közös mezőgazdasági üzem településenként szétvált.
A község az összes vonalas infrastruktúrával rendelkezik. A vezetékes vizet 1991-ben, a csatornahálózatot 2000-ben, a telefonhálózatot 1992-ben fejezték be. A település rendelkezik szervezett szemét és hulladékszállítással. A községben polgármesteri hivatal, posta, óvoda, önkormányzati alapfokú oktatás, házi orvos, fogorvos, gyógyszertár, könyvtár működik. A katolikus plébános kezdeményezésére a településen az 1993-ban létrehozott Magyar Műhely Alapítvány 1999-ben új általános és középiskolát indított.
A "Barát vendéglő" 2005 óta "Ujvári János Református Szeretetotthon"-ként működik.
A templomtorony hagymakupoláját 1958. október-novemberében cserélte a mai formájúra közadakozásból a mezőörsi református gyülekezet. (Az adakozók nevei és a felajánlott összegek megtalálhatóak az egyházközség iratai között.) A hálaadó istentisztelet 1958. december 7-én volt. A bádogosmunkákat Boros Antal győrszentmártoni (Pannonhalma) bádogosmester végezte. Az úrvacsora kiszolgálásához használt kelyhek 1641 ill. 1795-ből, a tányérok 1641 ill. 1796-ből valók. A két keresztelő kupát 1789-ben készítették, melyeken az adományozók neve is látható. A levéltárban megtalálható az egyházközség alapítását kérő 1787. december 8-i keltezésű levél a főszolgabírónak címezve, II.József türelmi rendeletére hivatkozva. Megtalálható még egy sokat vitatott intézkedés – a Győr-Kisbéri vasútvonal építésének előkészületéről készült képviselői gyűlés jegyzőkönyve. A jegyzőkönyvből sajnos nem derül ki, hogy az említett vasútvonal miért nem épült meg. A leírt információk az egyházközség levéltárában megtalálhatóak.
2010 virágvasárnapjára elkészült a Mezőörsön szolgált lelkészek emléktáblája. A hálaadó istentiszteleten Köntös László püspöki főjegyző áldotta meg a táblát. 
Az istentiszteleten köszöntötte a gyülekezet Mátyás Lajos esperes urat nyugdíjba menetelének tizedik évfordulóján.
A lelkészek emléktábláját Debrecenben készítette Vass Tamás erdőmérnök fafaragó népművész, Görömbei István faipari technikus és Tóth István erdésztechnikus – a település szülötte – irányításával.
A templomot pályázati forrásokból és közadakozásból 2011-ben kívül és belül felújították.
A szószékkoronán lévő – fából készített – Szent-Korona másolatot Vass Tamás restaurálta Debrecenben.
A korona 2015. április 11-én került vissza a templomba. Felhelyezésének időpontjáról később dönt a gyülekezet, addig az úrasztalán nézhetik meg közelről a hívek és az érdeklődők, a Kárpát-medencei református templomok egyik kuriózumát.
A korona belsejében lesz elhelyezve a templom és az egyházközség rövid története, valamint a lecserélt elemek.
2017. november 10-én volt a Gályarabok Emlékkapujának átadása.

## Közélete

### Polgármesterei
- 1990–1994: Kiss István (független)[7]
- 1994–1998: Szabó István (független)[8]
- 1998–2002: Laposa Józsefné (független)[9]
- 2002–2006: Laposa Józsefné (független)[10]
- 2006–2010: Bogárdi Zoltán (független)[11]
- 2010–2014: Szőke Barnabás (független)[12]
- 2014–2019: Szőke Barnabás (független)[13]
- 2019–2024: Szőke Barnabás (független)[14]
- 2024– : Kollár Sándor (független)[1]

## Népesség
A település népességének változása:
| Lakosok száma | 967  | 951  | 943  | 995  | 934  | 961  | 956  |
|               | 2013 | 2014 | 2015 | 2021 | 2022 | 2023 | 2024 |

A 2011-es népszámlálás során a lakosok 91,2%-a magyarnak, 0,3% németnek, 0,4% románnak mondta magát (8,8% nem nyilatkozott; a kettős identitások miatt a végösszeg nagyobb lehet 100%-nál). A vallási megoszlás a következő volt: római katolikus 50,5%, református 26,8%, evangélikus 1,4%, felekezeten kívüli 3,5% (17,5% nem nyilatkozott).
2022-ben a lakosság 95%-a vallotta magát magyarnak, 0,7% németnek, 0,2% cigánynak, 0,2% románnak, 0,1% lengyelnek, 1,4% egyéb, nem hazai nemzetiségűnek (5% nem nyilatkozott; a kettős identitások miatt a végösszeg nagyobb lehet 100%-nál). Vallásuk szerint 40,5% volt római katolikus, 25,5% református, 1,3% evangélikus, 0,3% görög katolikus, 0,1% egyéb keresztény, 1,3% egyéb katolikus, 5,7% felekezeten kívüli (25,4% nem válaszolt).
MegjegyzésMivel 2022 őszéig mindenki úgy tudta, hogy Mindszentpuszta Pérhez tartozik, ezért a két település népességadatát is korrigálni kell. Egyelőre nem lehet tudni, hogy önálló lesz-e a település, vagy a korábbi szándék szerint Pérhez fognak-e csatlakozni, és mikor.

## Látnivalók
- Római katolikus templom – eredetileg barokk (1791). Átépítés után (1831) klasszicizáló, késő barokk stílusú. Berendezése: a bal mellékoltár 1780-bali, a vörös márvány keresztelőkút 1800 körüli alkotás. A templom előtt feszület van. (1732). Volutás (ion oszlopfő, csiga alakú díszítése), címeres talapzaton álló, gazdagon egy kőből faragott, angyalokkal díszített a kereszt lábánál térdeplő Máriával.
- Református templom 1788-ban épült újjá. A templom klasszicizáló stílusú. Az 1856-ban készült tornyát 1950 körül teljesen átépítették.[17] Hajója síkmennyezetes, szentélye egyenes záródású. Iparművészeti remekei: ezüstből készült aranyozott díszítésű úrvacsorai kehely és kenyérosztó tányér 1641-ből.[18]